# 国鉄3950形蒸気機関車
3950形は、かつて日本国有鉄道の前身である鉄道作業局（官設鉄道）に在籍したアプト式蒸気機関車で、イギリスから輸入されたものである。本項では、本形式を日本国内で模倣製造した同系の3980形についても記述する。

## 3950形

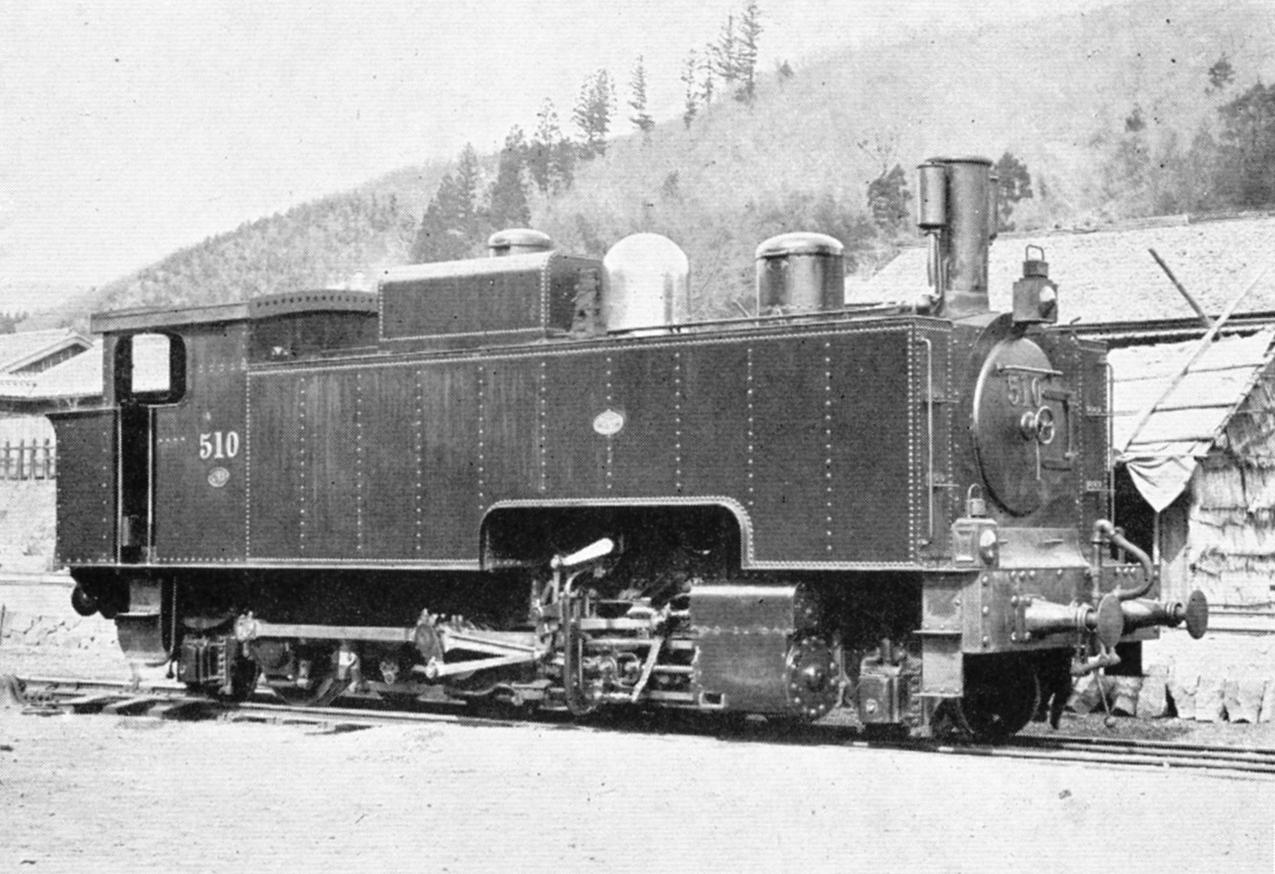
鉄道作業局 510（後の鉄道院 3954）

### 概要
信越線横川駅 - 軽井沢駅間（碓氷峠）の急勾配（66.7パーミル）に挑むべく、ラック式鉄道（アプト式）への対応を施した蒸気機関車である。
タンク機関車で、3920形と同様にイギリスのベイヤー・ピーコック社で製造の上、1898年（明治31年）、1901年（明治34年）および1908年（明治41年）に計10両が輸入された。鉄道作業局ではC3形とされたが、その付番の状況は次のとおりである。1908年の増備車の番号が戻っているのは、521からは1904年神戸工場製の1C1形タンク機関車（B7形、後の3150形）がすでに占めていたためで、B6形の改番によって空番となっていたものを埋めた形となった。
- 1898年（4両）：506 - 509（製造番号4010 - 4013）
- 1901年（2両）：510, 511（製造番号4311, 4312）
- 1908年（4両）：496 - 499（製造番号5175 - 5178）

基本的にはC2形（3920形）と同様であるが、運転台背部に水槽を増設してやや大型となっており、従輪が1軸増えて車軸配置は2-6-2(1C1)となった。C2形で試用されたT字型煙突やコンデンシング装置は採用されなかったが、反圧ブレーキは装備されている。
本形式の初配置は横川および軽井沢で、計画どおり碓氷峠で使用された。1901年の増備車からは煤煙対策のため燃料を重油に切り替え、ボイラー上に重油タンクを増設し、1898年製造車にも改造により設置した。
1909年（明治42年）に制定された鉄道院の車両称号規程では、3950形と定められ、506 - 511, 496 - 499の順で3950 - 3959に改番された。
この区間は、乗客が途中駅の熊ノ平駅に着くや否や我先にと水道場へ走り、再び列車に乗り込むのを躊躇ったという逸話も残るほど煙害のひどい区間で、燃料の切り替えでも焼け石に水といった状況であったため、この碓氷峠を挟む横川駅 - 軽井沢駅間は1912年（明治45年）に電化された。電化後も、しばらくは信頼性の問題などから蒸気機関車も併用されたが、後に全面使用へ切り替えられたため、1921年（大正10年）6月に廃車となった。そのうち、3951のみは参考用として残され、汐留駅構内に保管されたが、1923年（大正12年）に発生した関東大震災で被災し、焼損してしまった。その後、大井工場（現・東京総合車両センター）内の御料車庫付近に5000とともに放置され、荒廃していたが、戦時体制となった1941年（昭和16年）に鉄材供出の名目で解体された。

#### 主要諸元
- 全長：9,804mm
- 全高：3,835mm
- 最大幅：2,642mm
- 軌間：1,067mm
- 車軸配置：2-6-2 (1C1)
- 動輪直径：914mm
- ピニオン（直径×歯数）：432mm×17（駆動側）+559mm×22（ラック用）
- シリンダー（直径×行程）：394mm×508mm / 298mm×406mm（ラック用）
- 弁装置：ワルシャート式（粘着用・ラック用共）
- ボイラー圧力：12.7kg/cm2
- 火格子面積：1.87m2
- 全伝熱面積：118.2m2
  - 煙管伝熱面積：109.4m2
  - 火室伝熱面積：8.7m2
- ボイラー水容量：3.6m3
- 小煙管（直径×長サ×数）：47.6mm×3,658mm×200本
- 機関車重量（運転整備）：60.6t
- 機関車重量（空車）：46.7t
- 機関車動輪上重量（運転整備）：42.1t
- 最大軸重（第1・第3動軸）：14.07t
- 水タンク容量：6.65m3
- 燃料積載量：2.03t
- 機関車性能：
  - シリンダ引張力（0.85P）：9,310kg
- ブレーキ装置：手ブレーキ・真空ブレーキ・反圧ブレーキ・バンドブレーキ

## 3980形

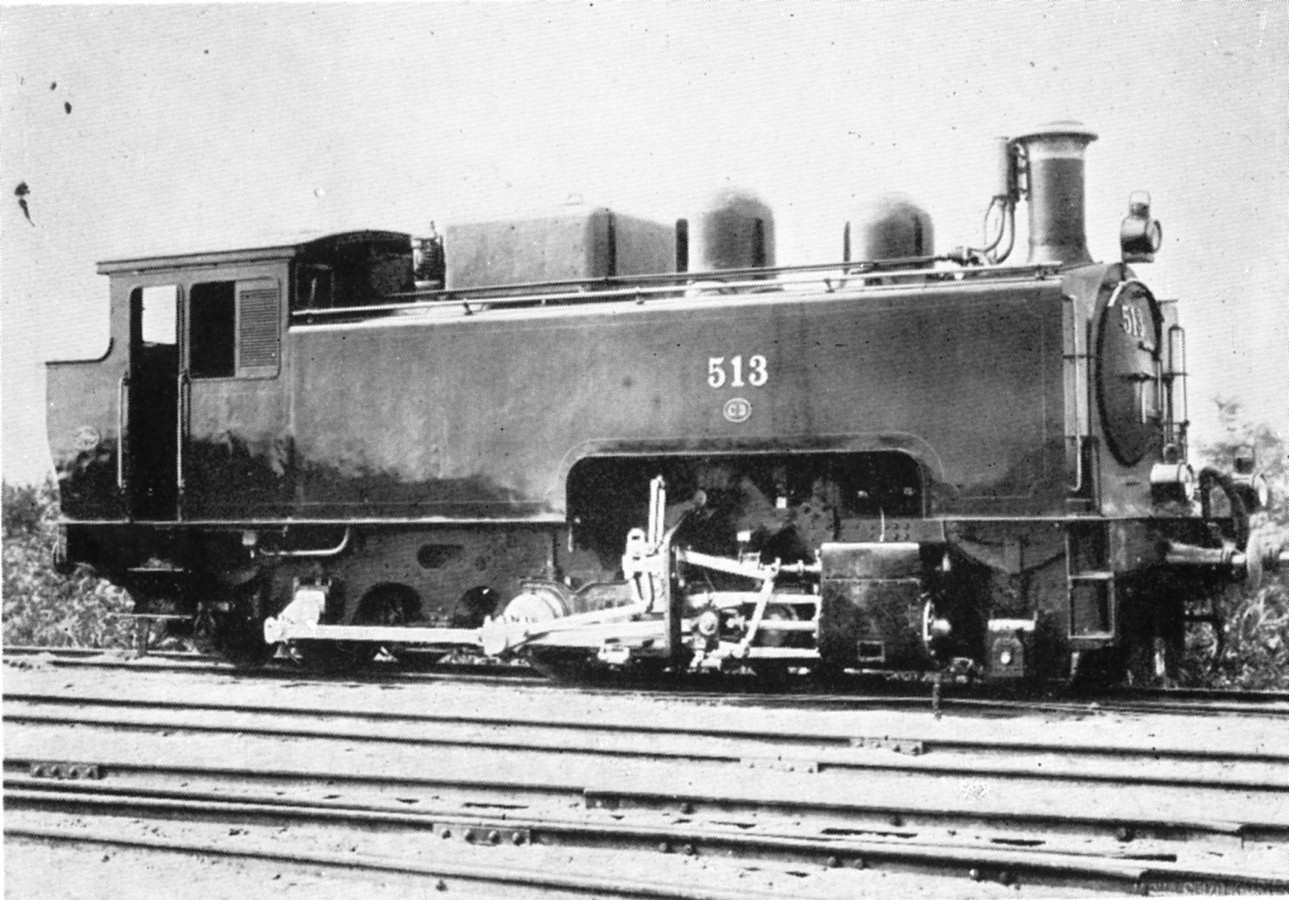
鉄道作業局 513（後の鉄道院 3981）

### 概要
本形式は、C3形（3950形）の増備として、日本国内の汽車製造で模倣製造されたものである。1906年（明治39年）から1909年（明治42年）にかけて6両が製造された。基本的な構造はベイヤー・ピーコック社製と同一で、同じC3形に類別され、512 - 517と付番された。本形式では、碓氷峠の勾配にあわせてボイラーが水平になるように傾斜をつけたのが特徴である。また、外装の組み立ては、ベイヤー・ピーコック社製が丸鋲による組み立てであるのに対し、皿鋲を使用して表面が平滑な仕上げとなっており、側水槽の上縁にも丸みがつけられている。重油タンクは、新製時から火室上に取り付けられていた。
製造の状況は、次のとおりである。
- 1906年（2両）：512, 513（製造番号31, 32）
- 1908年（2両）：514, 515（製造番号55, 56）
- 1909年（2両）：516, 517（製造番号59, 60）

1909年には、鉄道院の車両称号規程が制定されたことにより、512 - 515の4両が3980形 (3980 - 3983) に改番され、同年製の2両は、形式称号規程制定後の落成となったため、新番号 (3984, 3985) で落成した。
当時は、日露の関係が悪化しつつあった時期でもあり、日本海側との交通量が増加し、碓氷峠においても機関車の増備が求められていたが、輸入機関車の到着が間に合わないことを考慮して汽車製造に発注したものであった。同社は当時発足したばかりで、蒸気機関車の製造数も30両程度であり、部品を一々スケッチしながら製作に取りかかったが、戦争に熟練工を取られたうえ、特殊構造のため問題が次々に発生するという有様であり、完成は遅延に遅延を重ね、ようやく納入したときには、機関車代金とほぼ同額の延滞償金を支払ったという。それでも、同社の技術力の向上には大いに役立ったとされる。
本形式の初配置は横川および軽井沢で、計画どおり碓氷峠で使用された。1912年に碓氷峠が電化されると、アプト式関係の装置を外して奥羽本線福島駅 - 米沢駅間（板谷峠）の補助機関車に転用されたが、速度が低すぎてあまり有用であったとはいえなかった。1917年（大正6年）8月に3983を除く5両が、1919年（大正8年）7月に3983が廃車され、すべて解体された。民間への払い下げられたもの、保存されたものはない。

#### 主要諸元
- 全長：9,931mm
- 全高：3,759mm
- 最大幅：2,642mm
- 軌間：1,067mm
- 車軸配置：2-6-2 (1C1)
- 動輪直径：914mm
- ピニオン（直径×歯数）：432mm×17（駆動側）+559mm×22（ラック用）
- シリンダー（直径×行程）：394mm×508mm / 298mm×406mm（ラック用）
- 弁装置：ワルシャート式（粘着用・ラック用共）
- ボイラー圧力：12.7kg/cm2
- 火格子面積：1.87m2
- 全伝熱面積：118.1m2
  - 煙管伝熱面積：109.4m2
  - 火室伝熱面積：8.7m2
- ボイラー水容量：4.1m3
- 小煙管（直径×長サ×数）：47.6mm×3,658mm×200本
- 機関車重量（運転整備）：55.9t
- 機関車重量（空車）：43.6t
- 機関車動輪上重量（運転整備）：37.3t
- 最大軸重（第3動軸）：13.41t
- 水タンク容量：6.65m3
- 燃料積載量：2.03t
- 機関車性能：
  - シリンダ引張力（0.85P）：9,310kg
- ブレーキ装置：手ブレーキ・蒸気ブレーキ・真空ブレーキ・反圧ブレーキ・バンドブレーキ